# Площадь Космонавтов (Киев)
Пло́щадь Космона́втов — площадь в Соломенском районе города Киева, местность Чоколовка. Расположена на пересечении Чоколовского бульвара и улицы Авиаконструктора Антонова, также от площади Космонавтов начинается Ереванская улица. От площади Космонавтов в сторону улицы Ушинского начинается зелёный тихий сквер улицы Авиаконструктора Антонова. Покрытие площади асфальтовое. Площадь оборудована подземным переходом через Чоколовский бульвар с четырьмя выходами (по разные стороны улицы Авиаконструктора Антонова с обеих сторон Чоколовского бульвара), также имеются наземные переходы через Ереванскую улицу и улицу Авиаконструктора Антонова. По результатам исследования 2020 года, площадь Космонавтов является одним из элементов будущего развития района Большая Чоколовка (широких границ Чоколовки). Согласно представлениям жителей «Большой Чоколовки», площадь Космонавтов является одним из ключевых символов и ориентиров района.

## История
Местность, где ныне находится площадь Космонавтов, когда-то была на краю священной языческой Шулявской рощи, которая позже была названа Кадетской рощей. В этом же районе мог протекать ручей Кадетская Роща, который в 1950-х годах был закрыт коллектором.
Возникший на рубеже 1920-х — 1930-х годов бульвар Ленина (ныне Чоколовский бульвар) сначала простирался лишь до района площади Космонавтов, в 1950-е годы был продлён до железной дороги, в результате чего в 1957—1958 годах площадь Космонавтов возникла как площадь без названия. Современное название площади было присвоено в 1962 году «в честь подвигов советских космонавтов».
Площадь Космонавтов с момента основания административно была расположена на территории Зализничного района Киева, а в ходе территориально-административной реорганизации Киева в 2001 году оказалась в Соломенском районе города.
На спутниковом снимке 1962 года видно, что первоначально на площадь Космонавтов выходили не только улица Авиации (ныне улица Авиаконструктора Антонова) с двух сторон, Ереванская улица и бульвар Ленина (ныне Чоколовский бульвар) с двух сторон, но и Керченская улица. Однако позже выезд с Керченской улицы на площадь был перекрыт домом № 19 по Чоколовскому бульвару. С тех пор Керченская улица упирается во двор этого дома (с его дворовой стороны), а на площадь Космонавтов можно выйти через арку с одной стороны этого дома (арка соединяет торец одноэтажной пристройки к магазину (магазин занимал первый этаж всего дома, а в одноэтажной пристройке дома располагался выставочный зал магазина) с домом № 35 по Авиационной улице) или далеко с другой стороны дома (на момент 2020 года проезд и проход по двору в ту сторону невозможен для нежильцов, так как установлены ограждение и магнитные замки).
В 1960-х годах на площади Космонавтов построили кооперативные квартиры и проживали в одном и том же доме, ходили в гости друг к другу и дружили семьями Марк Резницкий (украинский дирижёр и композитор, народный артист Украины, главный дирижёр оркестра Национального цирка Украины) и Гиви Гачечиладзе (грузинский композитор и дирижёр, пианист, один из первых биг-бэндовых аранжировщиков и композиторов Грузии).
Дом № 19 по Чоколовскому бульвару построен в 1965 году, является одним из первых кооперативных домов. По состоянию на 2019 год внутренний двор был огорожен (с автоматическими воротами и магнитными ключами), имел закрытую детскую площадку и беседки.
Весь первый этаж расположенного на площади шестиподъездного девятиэтажного дома № 19 по Чоколовскому бульвару в советские времена занимал большой магазин сети «Учтехприлад» (укр.) (рус. «Учтехприбор»), в котором продавались разнообразнейшие материалы, пособия, приспособления, приборы для обучения и моделирования. На площади перед магазином сформировался стихийный рынок радиодеталей (чёрный рынок электронных компонентов), который называли «Космодром». «Учтехприлад» и «Космодром» на площади Космонавтов являлись точками притяжения для многих жителей и гостей города, занимавшихся учебно-технической деятельностью и творчеством — для учащихся, их родителей, преподавателей и любителей. Даже спустя много лет после закрытия, в 2020 году исследователи междисциплинарной практики «(Не)комфортная (не)околица: Чоколовка», посчитали закрытый советский магазин «Учтехприлад» и всю площадь Космонавтов одной из важных составляющих для будущего развития района Чоколовка, наряду с большим количеством заведений просвещения, науки и техники, выявленных в районе «Большая Чоколовка» (Чоколовка в её широких границах); они получили шуточное название «Кремниевая долина Чоколовки».
В конце 1980-х на площади перед магазином «Учтехприлад» Геннадий Супруненко купил небольшую площадь и зарегистрировал предприятие «Водолей», которое сдавало в аренду площадь, создавало условия для торговли, а продавцы продолжили продавать радиотовары. В 1993 году Владимир Лященко и Геннадий Супруненко зарегистрировали ООО «Звездочет-1» и позже организовали известный всему городу Киевский радиорынок «Караваевы дачи» («Кардачи»), перенеся торговлю с площади Космонавтов на новый рынок на улице Ушинского, который местные жители считают очень небезопасным и оценивают негативно, хотя исследователи считают его очень перспективным для дальнейшего развития Чоколовки и тоже относят к «Кремниевой долине Чоколовки».
В 1995 году магазин «Учтехприлад» был зарегистрирован по адресу Чоколовский бульвар, дом 19, как частное открытое акционерное общество «Учтехприлад». В 2000 году «Учтехприлад» был обанкрочен Арбитражным судом города Киева. Позже в помещениях бывшего магазина «Учтехприлад» располагался магазин сети «Billa», затем — магазин сети «Фокстрот».
Дом № 22 по Чоколовскому бульвару построен по Проекту К-14 — первому типовому серийному проекту 14-этажного дома в Киеве. На первом этаже «лицом» к площади в доме № 22 по Чоколовскому бульвару в советские времена располагался хлебный магазин, а в независимой Украине — частный гастроном «Шереметьевский».
В доме № 28 по Чоколовскому бульвару (хрущёвка) в советские времена на первом этаже сначала находились мебельный магазин, магазины «Ковры» и «Металлическая посуда», гастроном («Гастрономія», открылся к Октябрьским праздникам 1961 года, в 1970—1980-е годы гастроном назывался «Першотравневий» (укр.) (рус. «Первомайский») и позже занял все помещения первого этажа этого дома вместо других магазинов), позже во времена независимой Украины там находился магазин сети «Сильпо».
В торце дома № 21 по Чоколовскому бульвару (хрущёвка) на первом этаже в советские времена располагалась парикмахерская.
В 1960—1980-е годы на площади Космонавтов вблизи торца дома № 35 по Авиационной улице (ныне улица Авиаконструктора Антонова, дом 35, хрущёвка) находилась стоянка такси, расположение которой указывалось на печатной карте города.
23 февраля 1977 года в доме № 13 по Чоколовскому бульвару открылся кинотеатр «Ереван» рядом с площадью Космонавтов.
В 1977-78 годах началась реконструкция по расширению площади, строительству подземного перехода и замене коммуникаций, в результате чего к Олимпиаде-80 на площади появился подземный переход через бульвар Ленина, из которого вели четыре выхода по разные стороны улица Авиации, в подземном переходе был построен общественный туалет, а рядом с домом 19 по бульвару Ленина появилась стоянка автомобилей. Во времена независимой Украины Чоколовский бульвар был разделён металлическим ограждением с отбойником между полосами противоположного движения, поэтому на автомобиле стало возможно попасть с одной стороны площади на другую с очень большими объездами и потерей времени. В результате реконструкции Чоколовского бульвара в 2001 году наземная связь между двумя частями площади Космонавтов, разделёнными Чоколовским бульваром, была разорвана и осуществляется лишь по подземному переходу.
Во времена независимой Украины вдоль дома № 19 по Чоколовскому бульвару возник импровизированный рынок (в основном продовольственных товаров), в подземном переходе также осуществляется стихийная торговля. В 2019 году был осуществлён капительный ремонт подземного перехода. Исследователями Чоколовки установлено, что в 2020 году площадь Космонавтов является рекордсменом всей «Большой Чоколовки» по количеству временных сооружений — на относительно небольшой территории разместилось около 50 разнообразных по профилю и конфигурации временных сооружений, на площади нет места для длительного и уютного отдыха, однако от площади Космонавтов начинается сквер улицы Авиаконструктора Антонова, в котором есть много пространства для тихого отдыха рядом с суетливой площадью Космонавтов.
В 2020 году на площади перед домом 19 по Чоколовскому бульвару имеется муниципальная парковка, сама площадь является важным публичным пространством Чоколовки и равноудалена от двух чоколовских центров общегородского значения (Севастопольской площади и станция Караваевых дач), которые тоже расположены по Чоколовскому бульвару в разные стороны от площади Космонавтов.

## Транспорт
Автобус № 69 проезжает площадь Космонавтов по Чоколовскому бульвару в обоих направлениях своего маршрута.
Троллейбусы № 22, 30, 42 проезжают по Чоколовскому бульвару через площадь Космонавтов в обоих направлениях.
Троллейбусы 17 и 19 на площади Космонавтов имеют конечный остановочный пункт рядом с домом № 4 улицы Авиаконструктора Антонова и начальную остановку своего маршрута рядом с домом № 28 Чоколовского бульвара. Эти троллейбусы приезжают на площадь Космонавтов по улице Авиаконструктора Антонова, высаживают пассажиров на конечной остановке и там же ожидают время выезда на маршрут по расписанию. В советское время там же был оборудован диспетчерский пункт в виде киоска. На конечной остановке может находиться несколько троллейбусов в ожидании выезда на маршрут. Начальная остановка маршрутов для посадки пассажиров находится на площади Космонавтов рядом с домом № 28 на Чоколовском бульваре.
Маршрутные такси («маршрутки») 150, 205, 223, 227, 239, 401, 455, 463, 477, 517, 550 проезжают через площадь Космонавтов по Чоколовскому бульвару в обоих направлениях своего маршрута.
На площади действуют четыре остановочных пункта общественного транспорта:
- «Площадь Космонавтов» (в сторону Севастопольской площади) напротив дома № 19 Чоколовского бульвара (останавливаются: троллейбусы 22, 30, 42; автобус 69; маршрутные такси 150, 205, 223, 227, 239, 401, 455, 463, 477, 517, 550);
- «Улица Авиаконструктора Антонова» (в сторону бывшей Питерской улицы, ныне Лондонская) у дома № 22 Чоколовского бульвара (останавливаются: троллейбусы 22, 30, 42; автобус 69; маршрутные такси 150, 205, 223, 227, 239, 401, 455, 463, 477, 517, 550);
- «Площадь Космонавтов» у дома № 4 улицы Авиаконструктора Антонова (останавливаются троллейбусы 17 и 19 (приезжающие по улице Авиаконструктора Антонова со стороны Воздухофлотского проспекта) — конечные остановки этих маршрутов, нет посадки, только высадка пассажиров);
- «Площадь Космонавтов» (в сторону бывшей Питерской улицы, ныне Лондонская) у дома № 28 Чоколовского бульвара (останавливаются: троллейбусы 17 (только посадка пассажиров), 19 (только посадка пассажиров), 22, 30, 42; автобус 69; маршрутные такси 150, 205, 223, 227, 239, 401, 455, 463, 477, 517, 550).

### История троллейбусного сообщения
С 15 апреля 1960 года на троллейбусной сети Киева была введена односторонняя кольцевая линия по Первомайскому массиву, которая проходила в том числе от Воздухофлотского проспекта по улице Авиации (ныне улица Авиаконструктора Антонова) до площади Космонавтов и далее по бульвару Ленина (ныне Чоколовский бульвар) в сторону Питерской улицы (ныне Лондонская улица), а на площади Космонавтов была организована конечная станция троллейбусов (остановка «Площадь Космонавтов») у дома № 4 улицы Авиации (ныне улица Авиаконструктора Антонова), по этой линии был продлён до площади Космонавтов маршрут № 14 («ул. Леонтовича — бульв. Ленина (пл. Космонавтов)») и был пущен новый маршрут № 17 «Крещатик — бульв. Ленина (пл. Космонавтов)».
С 12 сентября 1960 года был пущен новый троллейбусный маршрут № 19 «Мотозавод — бульв. Ленина (пл. Космонавтов)», который тоже прошёл по односторонней кольцевой линии Первомайского массива через площадь Космонавтов.
В 1964—1965 годах в связи со строительством первого в Киеве подземного перехода на Бессарабской площади были закрыты несколько троллейбусных маршрутов, в том числе маршрут № 14 «бульв. Ленина (пл. Космонавтов) — ул. Леонтовича».
23 декабря 1967 года была введена новая троллейбусная линия от проспекта Космонавта Комарова (ныне проспект Любомира Гузара) до Севастопольской площади — линия прошла по бульвару Ленина (ныне Чоколовский бульвар) через площадь Космонавтов, по ней был пущен маршрут № 22 «ул. Щусева — Севастопольская пл.», который проходил через площадь Космонавтов по бульвару Ленина в обоих направлениях.
11 января 1995 года введена новая линия от депо № 3 до Кадетского Гая, сюда пошёл маршрут № 21 «станция метро „Шулявская“ — Кадетский Гай» по Чоколовскому бульвару в обоих направлениях через площадь Космонавтов. 1 мая 2010 года закрыт маршрут № 21.
28 мая 2004 года в связи с вводом новой троллейбусной линии «Московская [ныне Демиевская] пл. — Севастопольская пл.» по проспекту Валерия Лобановского был пущен маршрут № 42 «Станция метро „Лыбедская“ — Дегтярёвская ул.», который прошёл по Чоколовскому бульвару через площадь Космонавтов в обоих направлениях.
7 мая 2012 года восстановлен маршрут № 21 «Дегтярёвская ул. — ул. Кадетский Гай» по Чоколовскому бульвару в обоих направлениях через площадь Космонавтов.
15 ноября 2016 года отменён маршрут № 21, но продлен троллейбусный маршрут № 30 до ул. Кадетский Гай по трассе «ул. Милославская — ул. Кадетский Гай», в результате чего этот маршрут прошёл по Чоколовскому бульвару в обоих направлениях через площадь Космонавтов.
17 марта 2019 года в связи с реконструкцией Шулявского путепровода среди прочих были отменены троллейбусные маршруты № 22 и № 42, но пущены среди прочих троллейбусные маршруты № 22к (Аэропорт «Киев» — Индустриальный путепровод), № 21к (ул. Кадетский Гай — Индустриальный путепровод) — эти маршруты проходили по Чоколовскому бульвару через площадь Космонавтов. Одновременно маршрут № 30 перенаправлен таким образом, что он не проходил по Чоколовскому бульвару (площади Космонавтов). 23 мая 2020 года восстановлен маршрут № 22 (ул. Ольжича — аэропорт «Киев»), движение маршрута № 30 возвращено по Чоколовскому бульвару (через площадь Космонавтов), а маршруты № 21к, 22к упразднены.
1 августа 2020 года возобновлен маршрут № 42 «Станция метро „Лыбедская“ — улица Дегтярёвская».

## Площадь Космонавтов в культуре
Съёмки части сцен фильма «Прощайте, голуби» (вышел в прокат в 1960 году) проводились на строящейся площади Космонавтов.